# Paolo Del Buono
Paolo Del Buono (26 de octubre de 1625-finales de 1659) fue un fabricante de instrumentos científicos italiano.

## Semblanza
Del Buono nació en Florencia. Discípulo de Famiano Michelini (1604-1665), obtuvo su doctorado por la Universidad de Pisa en 1649. En 1655, se trasladó a Alemania para entrar al servicio de Fernando III de Habsburgo (Emperador de 1637 a 1657) y fue nombrado director de la "Ceca Imperial". Durante su estancia, con su alumno Geminiano Montanari (1633-1687),  visitó las minas imperiales en los Montes Cárpatos e inventó un método de extraer agua.
Paolo Del Buono realizó una amplia labor de investigación en física y ciencia experimental. Con su hermano Candido Del Buono (1618-1676) pertenecieron a la Accademia del Cimento, a la que Paolo se dirigió por carta desde Alemania.
También es conocido por un experimento realizado en 1657, mediante el que demostró la incompresibilidad del agua comprimiéndola con un tornillo en un armazón poroso de oro, y por introducir en la Toscana un método egipcio de criar pollos mediante el que los huevos son empollados gradualmente aportándoles calor.
Falleció en Polonia a finales del año 1659.